# Список депутатов Совета рабочих уполномоченных
Ниже приведён список депутатов Совета рабочих уполномоченных Иваново-Вознесенска 1905 года. Всего избран 151 депутат. Считается первым Советом в России.

## Список
Расшифровка кратких названий предприятий приводится ниже.
| Имя                                               | Предприятие, от которого избрали депутата | Членство в РСДРП |
| ------------------------------------------------- | ----------------------------------------- | ---------------- |
| Авдеев Автоном Дмитриевич                         | Фокиных                                   | -                |
| Алеев Василий Иванович                            | Компания                                  | -                |
| Алексеев Николай Дмитриевич                       | Зубкова                                   | да               |
| Ананьин Николай Аристархович                      | Полушина                                  | да               |
| Андрианов Андрей Алексеевич                       | Н.Дербенёва                               | да               |
| Антонов, Алексей Афанасьевич                      | Бурылина                                  | -                |
| Бабаев Василий Николаевич                         | Константиновых                            | -                |
| Балашов Семён Иванович                            | Компания                                  | да               |
| Балашова Елизавета Сергеевна                      | Компания                                  | да               |
| Балдин Александр Филимонович                      | Зубкова                                   | да               |
| Бараков Давид Иванович                            | И.Гарелина                                | -                |
| Барашков Василий Порфирьевич                      | Кокушина и Маракушева                     | да               |
| Барышев Василий Алексеевич                        | Компания                                  | -                |
| Белов Иван Герасимович                            | Бакулина                                  | да               |
| Бирюков Иван Васильевич                           | Гандуриных                                | да               |
| Блинов Александр Петрович                         | Н.Дербенёва                               | -                |
| Болотов Дмитрий Агафонович                        | Грязнова                                  | -                |
| Бурков Пётр Николаевич                            | Кокушина и Маракушева                     | -                |
| Варенцов Фёдор Васильевич                         | Гандуриных                                | да               |
| Веселов-Халезов Пётр Прокопьевич                  | Смолякова                                 | да               |
| Волков Пётр Степанович                            | Дербенёва                                 | да               |
| Вольнова Анна Ивановна                            | Бурылина                                  | -                |
| Воронин Алексей Егорович                          | Компания                                  | -                |
| Голубева Матрёна Ивановна                         | Полушина                                  | да               |
| Грачёв Николай Павлович                           | Компания                                  | да               |
| Груждева Анна Кузьминична                         | Бурылина                                  | -                |
| Гужов Тимофей Порфирьевич                         | Грязнова                                  | да               |
| Гурычев Сергей                                    | Кокушина и Маракушева                     | -                |
| Гурьянов Антип Дмитриевич                         | Компания                                  | -                |
| Данилов Алексей Фёдорович                         | Витовой                                   | -                |
| Добровольский Иван Дмитриевич                     | Компания                                  | -                |
| Дунаев Евлампий Александрович                     | Бакулина                                  | да               |
| Егоров Фрол Иванович                              | Полушина                                  | да               |
| Енотаев Арсений Максимович                        | Новикова                                  | -                |
| Ефремов Сергей Тимофеевич                         | Гандуриных                                | -                |
| Жаров Александр Евдокимович                       | Полушина                                  | да               |
| Жиделёв Николай Андреевич                         | И.Гарелина                                | да               |
| Зимина Мария Ильинична                            | Кашинцева                                 | -                |
| Иванов Алексей Автономович                        | Гандуриных                                | -                |
| Иванов Иван Иванович                              | Кокушина и Маракушева                     | -                |
| Ионов Михаил Александрович                        | Н.Гарелина                                | -                |
| Кабанов Сергей                                    | Кокушина и Маракушева                     | -                |
| Казанский Дмитрий Петрович                        | Полушина                                  | да               |
| Калинин Антон Никифорович                         | Гандуриных                                | -                |
| Карманов Алексей Николаевич                       | Куваевская мануфактура                    | да               |
| Квасникова Екатерина Николаевна                   | Н.Гарелина                                | -                |
| Кирякина-Колотилова Клавдия Ивановна              | Кашинцева                                 | да               |
| Киселёв Иван Петрович                             | Витовой                                   | -                |
| Киселёв Михаил Семёнович                          | Дюсиметьера                               | да               |
| Киселёв Николай Алексеевич                        | Кокушина и Маракушева                     | -                |
| Козлов Никифор Иванович                           | Грязнова                                  | да               |
| Козлов Пётр Иванович                              | Н.Гарелина                                | да               |
| Кокурина Евдокия Ивановна                         | Н.Дербенёва                               | -                |
| Колесников Фёдор Васильевич                       | Компания                                  | да               |
| Колосова Анна Егоровна                            | Кокушина и Маракушева                     | -                |
| Корелов Михаил Кузьмич                            | Гандуриных                                | -                |
| Корулин Алексей Михайлович                        | Бурылина                                  | -                |
| Косарев Иван Петрович                             | Зубкова                                   | да               |
| Косяков Иван Дмитриевич                           | Грязнова                                  | да               |
| Кочин Егор Иванович                               | Н.Дербенёва                               | -                |
| Кочин Павел Иванович                              | Н.Дербенёва                               | -                |
| Крупитчикова Апполинария Михайловна               | Н.Гарелина                                | -                |
| Кувенева Александра Ермиловна                     | Щапова                                    | -                |
| Кузнецов Николай Фёдорович                        | Гандурина                                 | да               |
| Кулева Елена Антоновна                            | Н.Дербенёва                               | -                |
| Купцов Куприян Миронович                          | Щапова                                    | -                |
| Курнаков Иван Евграфович                          | Бурылина                                  | да               |
| Лаврентьев Емельян Иванович                       | Зубкова                                   | да               |
| Лаженцев Фёдор Игнатьевич                         | Н.Гарелина                                | -                |
| Лакин Михаил Игнатьевич                           | Грязнова                                  | да               |
| Латышев Павел Сергеевич                           | Калашникова                               | -                |
| Лепилов Владимир Иванович                         | Н.Гарелина                                | да               |
| Лепилова Анна Ивановна                            | Н.Гарелина                                | да               |
| Лисов Иван Ефремович                              | П.Дербенёва                               | да               |
| Лобанов Николай Александрович                     | Компания                                  | -                |
| Магницкая Татьяна Ефимовна                        | Кашинцева                                 | -                |
| Макаров Константин Макарович                      | Бакулина                                  | да               |
| Мартынов Антип Мартынович                         | Компания                                  | -                |
| Милованов Михаил Петрович                         | Калашникова                               | -                |
| Морозов Василий Евлампиевич                       | Зубкова                                   | да               |
| Москвичёва Екатерина Акимовна                     | Кашинцева                                 | -                |
| Наговицына-Икрянистова Мария Фёдоровна            | Компания                                  | да               |
| Найдёнов Николай Михайлович                       | Н.Гарелина                                | да               |
| Найдёнова Александра Ивановна                     | Гандуриных                                | -                |
| Ноздрин Авенир Евстигнеевич (председатель Совета) | Общество взаимопомощи фабричных гравёров  | -                |
| Осин Василий Иванович                             | Калашникова                               | -                |
| Ошурков Егор Егорович                             | Новикова                                  | да               |
| Пантелеев Фёдор Пантелеевич                       | Кокушина и Маракушева                     | да               |
| Петров Александр Кузьмич                          | Дюсиметьера                               | да               |
| Петухов Григорий Абрамович                        | Кокушина и Маракушева                     | да               |
| Подборнов Николай Сергеевич                       | И.Гарелина                                | -                |
| Полонников Василий Андреевич                      | Компания                                  | да               |
| Поляков Василий Степанович                        | Гандуриных                                | -                |
| Полянин Андрей Фотиевич                           | Компания                                  | да               |
| Поснов Фёдор Васильевич                           | Бакулина                                  | -                |
| Постышев Павел Петрович                           | Гандурина                                 | да               |
| Потапов Иван Алексеевич                           | Константиновых                            | -                |
| Работина Аксинья Васильевна                       | Кашинцева                                 | -                |
| Радостин Илья Давыдович                           | Куваевская мануфактура                    | да               |
| Разорёнова Елена Автономовна                      | Гандуриных                                | -                |
| Разумова-Лебедева Матрёна Николаевна              | Н.Дербенёва                               | да               |
| Репин Сергей Алексеевич                           | Кашинцева                                 | -                |
| Румянцев Василий Петрович                         | Бурылина                                  | -                |
| Румянцев Пётр Иванович                            | Бурылина                                  | да               |
| Рыжова Евдокия Тимофеевна                         | Кокушина и Маракушева                     | да               |
| Рыцарев Фёдор Демидович                           | П.Дербенёва                               | да               |
| Рязанцев Яков Николаевич                          | Дюсиметьера                               | да               |
| Савельцев Иван Григорьевич                        | Кокушина и Маракушева                     | да               |
| Самойлов Пётр Никитич                             | Компания                                  | да               |
| Самойлов Фёдор Никитич                            | Компания                                  | да               |
| Сарментова Матрёна Петровна                       | Бакулина                                  | да               |
| Светляков Осип Ефимович                           | И.Гарелина                                | да               |
| Селезнёв Василий Христофорович                    | Дюсиметьера                               | -                |
| Селянин Иван Степанович                           | Витовой                                   | да               |
| Семейкин Дмитрий Григорьевич                      | И.Гарелина                                | да               |
| Семёнов Михаил Иванович                           | П.Дербенёва                               | -                |
| Сибирев Андрей Аксентьевич                        | Н.Гарелина                                | -                |
| Сикавин Иван Никитич                              | Гандурина                                 | да               |
| Симонов Павел Матвеевич                           | Дюсиметьера                               | да               |
| Скворцов Иван Николаевич                          | Кокушина и Маракушева                     | -                |
| Скороходова Надежда Яковлевна                     | Кашинцева                                 | -                |
| Смелова Анна Ивановна                             | Бурылина                                  | да               |
| Смуров Александр Павлович                         | Компания                                  | да               |
| Соколов Иван Петрович                             | Жохова                                    | -                |
| Соколов Фёдор Михайлович                          | Куваевская мануфактура                    | да               |
| Соловьёв Василий Петрович                         | Бурылина                                  | да               |
| Соловьёв Иван Герасимович                         | Зубкова                                   | да               |
| Соловьёв Семён Алексеевич                         | Бурылина                                  | -                |
| Спорышев Иван Герасимович                         | Грязнова                                  | да               |
| Страхов Алексей Михайлович                        | Н.Дербенёва                               | -                |
| Страхов Василий Михайлович                        | Н.Дербенёва                               | -                |
| Суворов Николай Дмитриевич                        | Н.Дербенёва                               | -                |
| Судомоев Андрей Лаврович                          | Кокушина и Маракушева                     | да               |
| Сухов Корнил Иванович                             | Бурылина                                  | -                |
| Суховский Иван Васильевич                         | Общество взаимопомощи фабричных гравёров  | -                |
| Тарасов Алексей Фёдорович                         | Компания                                  | да               |
| Тарасов Спиридон Арсеньевич                       | Бурылина                                  | да               |
| Тихомиров Пётр                                    | Кокушина и Маракушева                     | -                |
| Топоров Алексей Григорьевич                       | И.Гарелина                                | -                |
| Уткин Иван Никитич                                | Полушина                                  | да               |
| Уткин Капитон Семёнович                           | Н.Гарелина                                | да               |
| Фролов Василий Васильевич                         | Дюсиметьера                               | да               |
| Фролов Яков Васильевич                            | Смолякова                                 | да               |
| Холмов Михаил Афанасьевич                         | Фокиных                                   | -                |
| Черникова Дарья Ивановна                          | Кашинцева                                 | да               |
| Шаронов Иван Никандрович                          | И.Гарелина                                | -                |
| Шевелёв Аркадий Александрович                     | Мурашкина                                 | -                |
| Шорохов Дмитрий Иванович                          | И.Гарелина                                | да               |
| Юлов Павел Калистратович                          | Гандуриных                                | да               |
| агент охранки                                     |                                           |                  |
| агент охранки                                     |                                           |                  |

## Расшифровка названий фабрик и заводов

### Текстильные
- Бакулина — Прядильная и бумаготкацкая фабрика А.Бакулина
- Бурылина — Прядильная, ткацкая, ситцепечатная и отбельная фабрика Д. Г. Бурылина
- Витовой — Ситцепечатная фабрика П.Витовой (фабрика «Красная Талка»)
- Гандурина — Ткацкая и ситцепечатная фабрика А. М. Гандурина (фабрика 8 марта)
- Гандуриных — Ткацкая и ситцевая фабрика Гандуриных (завод им. Королёва)
- И.Гарелина — Ткацкая и ситцепечатная фабрика И.Гарелина с сыновьями (фабрика им. Зиновьева)
- Н.Гарелина — Прядильная, ткацкая и ситценабивная фабрика Н.Гарелина с сыновьями (комбинат им. Самойлова)
- Грязнова — Ситцепечатная фабрика товарищества Покровской мануфактуры П.Грязнова (комбинат им. Самойлова)
- Н.Дербенёва — Ткацкая и ситцепечатная фабрика Н.Дербенёва (фабрика им. Кирова)
- П.Дербенёва — Фабрика П.Дербенёва
- Зубкова — Ткацкая и ситцепечатная фабрика Н. Ф. Зубкова (фабрика им. Дзержинского)
- Кашинцева — Бумаготкацкая фабрика П.Кашинцева (сейчас областная типография)
- Компания — Фабрика тов. иваново-вознесенских ткацких мануфактур (т. н. «Компания», фабрика им. Балашова)
- Кокушина и Маракушева — Ткацкая и ситцепечатная фабрика З.Кокушина и К.Маракушева (НИМ)
- Куваевская мануфактура — БИМ (Большая ивановская мануфактура)
- Новикова — Ситценабивная и красильная фабрика Новикова
- Полушина — Ткацкая и ситценабивная фабрика Н. М. Полушина (фабрика им. Крупской)
- Фокиных — Ситцепечатная фабрика Н. П. и Я. Н. Фокиных (шпульно-катушечная Фабрика, фабрика бумажно-технических изделий)
- Щапова — Ткацкая и ситцепечатная фабрика Н. Т. Щапова (сейчас лаборатория текстильного института)

### Чугунолитейные и механические
- Калашникова — Завод Калашникова
- Жохова — Завод Жохова
- Мурашкина — Завод Мурашкина (сейчас Ремзавод сельхозтехники)
- Смолякова — Завод Смолякова (сейчас завод Главэнергостроймеханизации)
- Дюсиметьера — Завод Дюсиметьера
- Константиновых — Завод братьев Константиновых (сейчас Ремизо-бёрдочный завод)